# عطلة (رواية)
عطلة (Holiday) هي رواية للكاتب الإنجليزي ستانلي ميدلتون، نشرت عام 1974، عن دار نشر هاتشنسون.